# Rhizothrix spinosa
Rhizothrix spinosa is een eenoogkreeftjessoort uit de familie van de Rhizothricidae. De wetenschappelijke naam van de soort is voor het eerst geldig gepubliceerd in 1971 door Coull.